# Cause di estinzione del reato
Le cause di estinzione del reato sono fatti giuridici che, nel codice penale italiano, annullano o cancellano la punibilità di un fatto costitutivo di reato. Queste sono:
- morte del reo prima della condanna (articolo 150 del codice penale)
- amnistia (articolo 151 del codice penale)
- remissione della querela (articolo 152 del codice penale)
- prescrizione del reato (articolo 157 del codice penale)
- oblazione (articolo 162 del codice penale)
- estinzione del reato per condotte riparatorie (articolo 162-ter del codice penale)
- sospensione condizionale della pena (articolo 163 del codice penale)
- messa alla prova (articolo 168-bis del codice penale)
- perdono giudiziale per i minori di anni 18 (articolo 169 del codice penale)